# Casa Naua
Casa Naua és una obra d'Es Bòrdes (Vall d'Aran) inclosa a l'Inventari del Patrimoni Arquitectònic de Catalunya.

## Descripció
Al centre de la façana trobem un balcó, orientat al nord, on els balustres són de ferro decorat. La seva longitud sobrepassa molt poc l'amplada de la porta que li dona accés, i el punt d'arrencada dels seus laterals es troba a pocs centímetres del marc de l'obertura. La porta d'accés presenta una fulla de tancament vidrada en la seva meitat superior. En el llosat trobem tres lucanes, una gran al centre, i dues petites en els laterals, orientades al nord i paral·leles a la capièra. La lucana central està decorada amb un petit balcó on els balustres són de ferro decorat.

## Història
"Els balcons o balconades, en especial els de fusta, es troben a tot el llarg del Pirineu i Prepirineu, i són, en opinió de Violant i Simorra, relativament novells: apareixen vers el segle xvii, i més encara el XVIII i començaments del XIX, moment en què, en evolucionar el volum de la casa, també evoluciona la finestra o gran finestra sota la coberta que feia de solar i assecador, i s'anà convertint poc a poc en eixidor i balcó". (Mas Canalis, D..-La casa Andorrana Tradicional, pàg. 79).
Malgrat aquesta cita de Violant i Simorra els balcons o balconades no són un tret característic en l'arquitectura popular aranesa, i menys en ferro decorat, que es posen de moda al segle xix sobre tot a les cases urbanes i benestants.